# Alcides metaurus
Alcides metaurus är en fjärilsart som beskrevs av Carl Heinrich Hopffer 1856. Alcides metaurus ingår i släktet Alcides och familjen Uraniidae. Inga underarter finns listade i Catalogue of Life.